# Rdest ziemnowodny

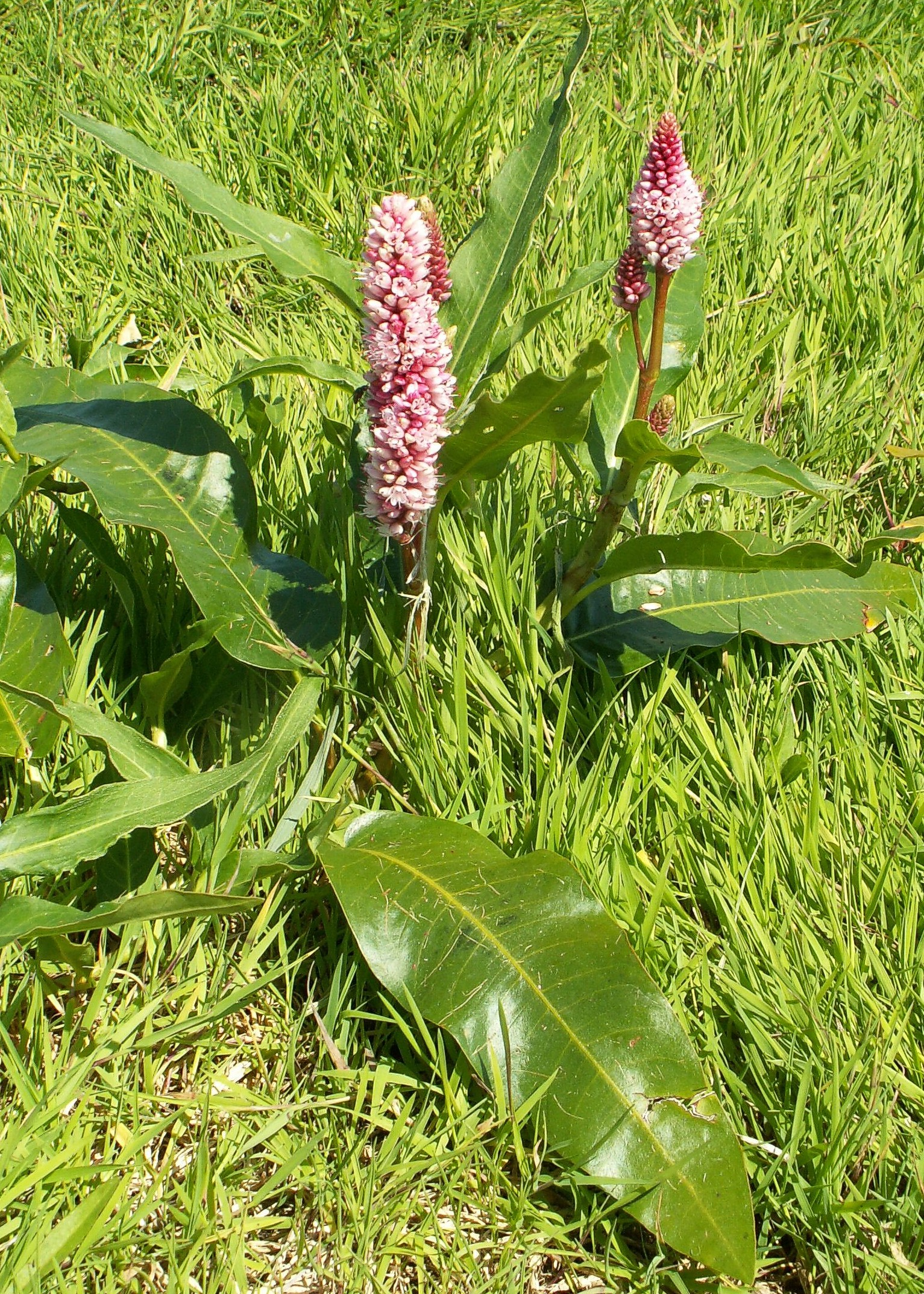
Kwitnąca roślina na łące zalewowej

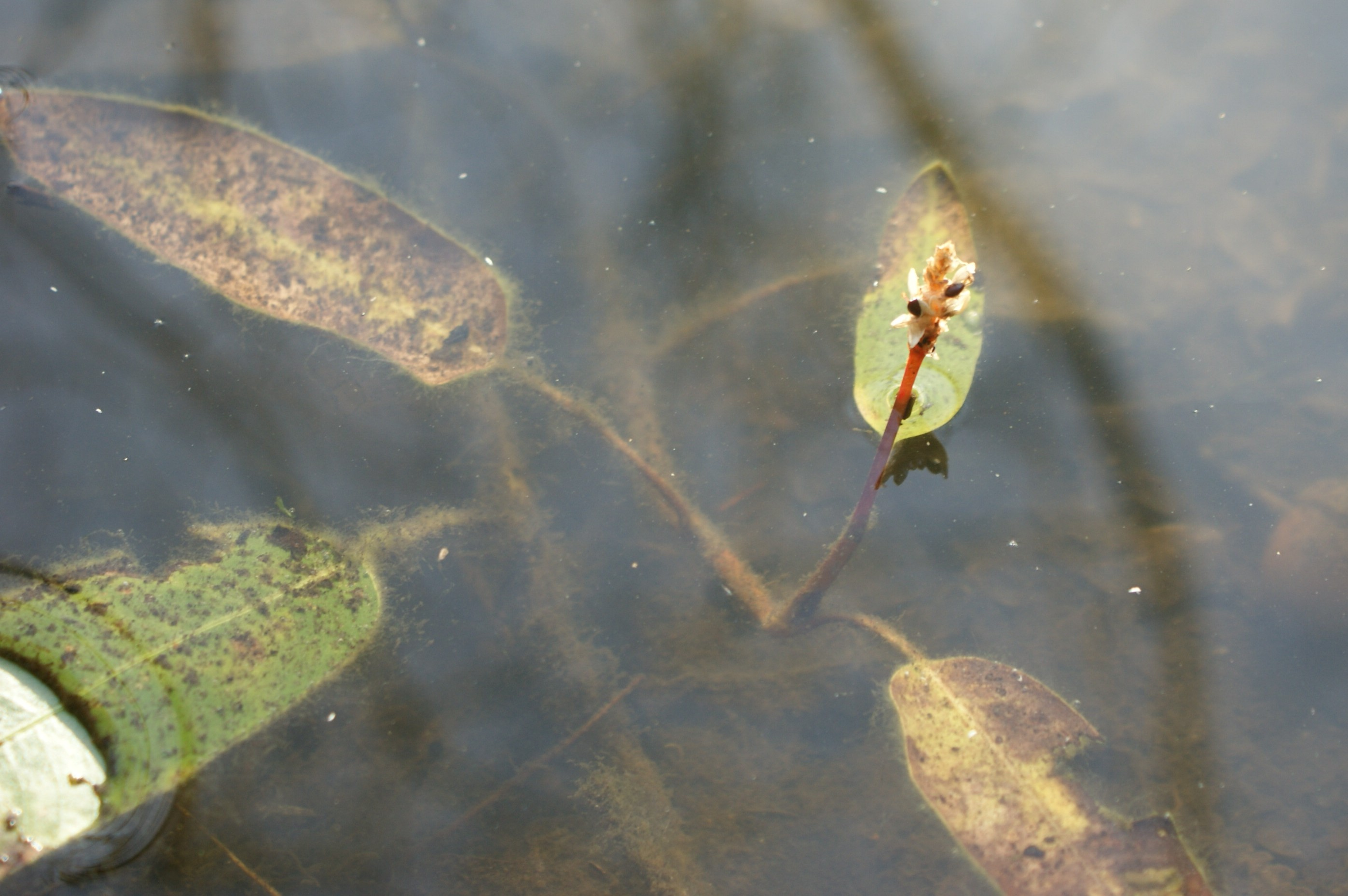
Owocująca forma pływająca

Rdest ziemnowodny (Persicaria amphibia (L.) Delarbre) – gatunek rośliny z rodziny rdestowatych. Występuje na wszystkich kontynentach półkuli północnej, rozprzestrzenił się także na niektóre obszary półkuli południowej. W Polsce dość pospolity na niżu i pogórzu. Rośliny tego gatunku występują w środowisku wodnym oraz na lądzie, tworząc w zależności od siedliska tak różne morfologicznie formy, że łatwo mogą być brane przez niezorientowanych za dwa różne gatunki. Jest sadzony jako roślina ozdobna w oczkach wodnych, poza tym lokalnie był wykorzystywany jako tradycyjna roślina jadalna i lecznicza. Bywa uciążliwym chwastem na wilgotnych polach.

## Rozmieszczenie geograficzne
Zasięg naturalny rdestu ziemnowodnego obejmuje strefę klimatu umiarkowanego półkuli północnej. W Europie gatunek jest szeroko rozpowszechniony. Rzadziej spotykany jest tylko w północnej części Półwyspu Skandynawskiego, brak go na Islandii. Najbardziej rozpowszechniony jest w środkowej części kontynentu, im dalej na południe tym bardziej rozproszone są jego stanowiska; bardzo rzadko rośnie na południowych krańcach Półwyspu Iberyjskiego, Apenińskiego i Bałkańskiego. Na pojedynczych stanowiskach odnotowany był w Afryce północnej. W Azji zasięg zwarty ciągnie się od Uralu poprzez południową Syberię oraz obejmuje rejon Kaukazu. Na północy Azji i na dalekowschodnich krańcach tego kontynentu ma rozproszone stanowiska. Podobnie lokalnie tylko notowany jest na rozległych obszarach Bliskiego Wschodu, Azji Środkowej i południowej, sięgając na południu po okolice Himalajów. W Ameryce Północnej zwarty zasięg obejmuje północną część Stanów Zjednoczonych, poza tym rośnie w Kanadzie i na Alasce oraz wzdłuż Kordylierów sięgając na południu po Meksyk.
Jako gatunek zawleczony rośnie w Etiopii, Afryce południowej i w Ameryce Południowej.
W Polsce jest gatunkiem pospolitym na terenie całego kraju, nieco rzadziej spotykany jest tylko w północno-wschodniej części kraju i brak go w wyższych partiach gór. Najwyższe stanowiska w Polsce znajdują się w Tatrach na wysokości 930 m n.p.m. W Europie najwyżej rośnie w Tyrolu, gdzie sięga do 1200 m n.p.m. W górach Atlas rośnie na 2100 m n.p.m., a w Bhutanie nawet na 3950 m n.p.m.

## Morfologia
Organy podziemneNieregularnie rozgałęzione kłącza o średnicy od 0,3 do 1,0 cm, z korzeniami przybyszowymi i pąkami bocznymi wyrastającymi w węzłach. Pąki boczne i szczytowe, z których rozwijają się pędy nadziemne lub pływające, zawierają kilka skróconych międzywęźli otoczonych skorkowaciałymi łuskami i śluzem. U formy wodnej kłącza są jasne, przenikają podłoże do 0,2 m poniżej dna zbiornika. U formy lądowej sięgają do 0,5-0,6 m w głąb gleby.
ŁodygaDęta i dość gruba. U formy wodnej zwykle do 3 m długości, pływająca, słabo rozgałęziona, naga, tylko szypuła pod kwiatostanem bywa rzadko owłosiona. Międzywęźla o długości od 5 do 40 cm długości. Z węzłów wyrastają pierścienie korzeni przybyszowych oraz liście. U formy lądowej łodyga pełzająca lub prosto wzniesiona jest owłosiona, w górnej części ogruczolona, osiąga od 0,4 do 1 m wysokości. Rozgałęzia się w dolnej części, w górnej rzadko. Ma międzywęźla długości od 1 do 4 cm, węzły zgrubiałe.
LiścieSkrętoległe. U formy wodnej blaszka liściowa pływająca, osadzona jest na giętkich ogonkach długości 2–8 cm. Blaszka jest gładka, woskowana, o długości 4–10 cm i szerokości 2–4 cm. Ma kształt lancetowaty lub owalny, jest całobrzega lub drobno ząbkowana. Nasada blaszki liściowej jest zaokrąglona lub słabo sercowata. U formy lądowej ogonki liściowe są sztywne i krótkie – osiągają 0,5-1,5 cm. Blaszka liściowa ma długość 4–14 cm i szerokość od 1 do 3 cm, jest sztywna, skórzasta, lancetowata, na brzegu z krótkimi szczecinami, u nasady klinowata. Gatka jest przylegająca do łodygi, całobrzega, u formy wodnej błoniasta, u lądowej zielona, z włoskami na brzegu.
KwiatyZebrane w gęste, kwiatostany szczytowe, rzadziej wyrastające w kątach liści. Osadzone są na szypułach długości od 2 do 7 cm. Kwiatostany mają od 1,5 do 6 cm długości i 1 cm szerokości. Składają się z 30 do 150 kwiatów skupionych po 1-3 na szypułkach o długości 2-5 mm. Okwiat składa się z pięciu listków zrośniętych do połowy, jest biały, różowy lub krwisto czerwony. Na poszczególnych roślinach występują kwiaty różnosłupkowe obupłciowe (z wystającymi pręcikami i krótką szyjką słupka), albo żeńskie (ze zredukowanymi pręcikami i długą szyjką). Te pierwsze mają okwiat dzwonkowaty, długości 4 mm. Pręcików 5 (rzadko 4 lub 8), długości 4-6,5 mm, wyrastających u nasady listków okwiatu przemiennie z pomarańczowymi miodnikami. Pylniki długości 1-2 mm. Zalążnia jednokomorowa, długości 1 mm. Szyjki słupka dwie, długości 3-4 mm, od 1/4 długości zrośnięte, wyżej rozwidlone i zakończone główkowatymi znamionami. Kwiaty żeńskie są rurkowate, mają okwiat o długości 3-4 mm i szerokości 2-3 mm. Słupek ma długość 4-5,5 mm.
OwoceBrązowe, soczewkowate orzeszki dwustronnie wypukłe o długości 2-2,5 mm, z zachowanym u nasady trwałym okwiatem. Masa owocu wynosi ok. 0,4 mg. W jednym owocostanie powstać może teoretycznie 150 owoców, ale w praktyce rzadko bywa więcej niż 75, a często nie powstaje żaden.

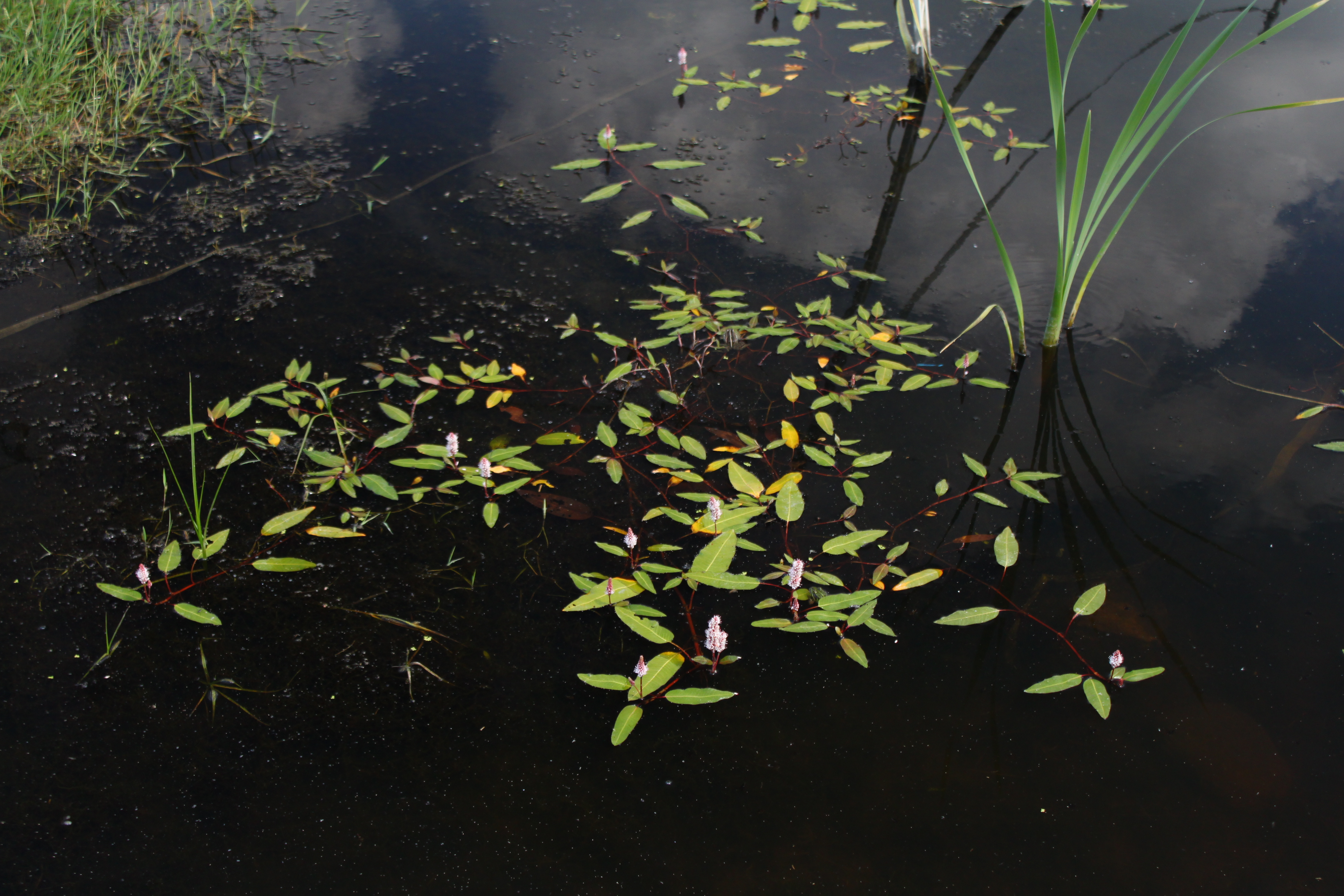
Pokrój roślin pływających
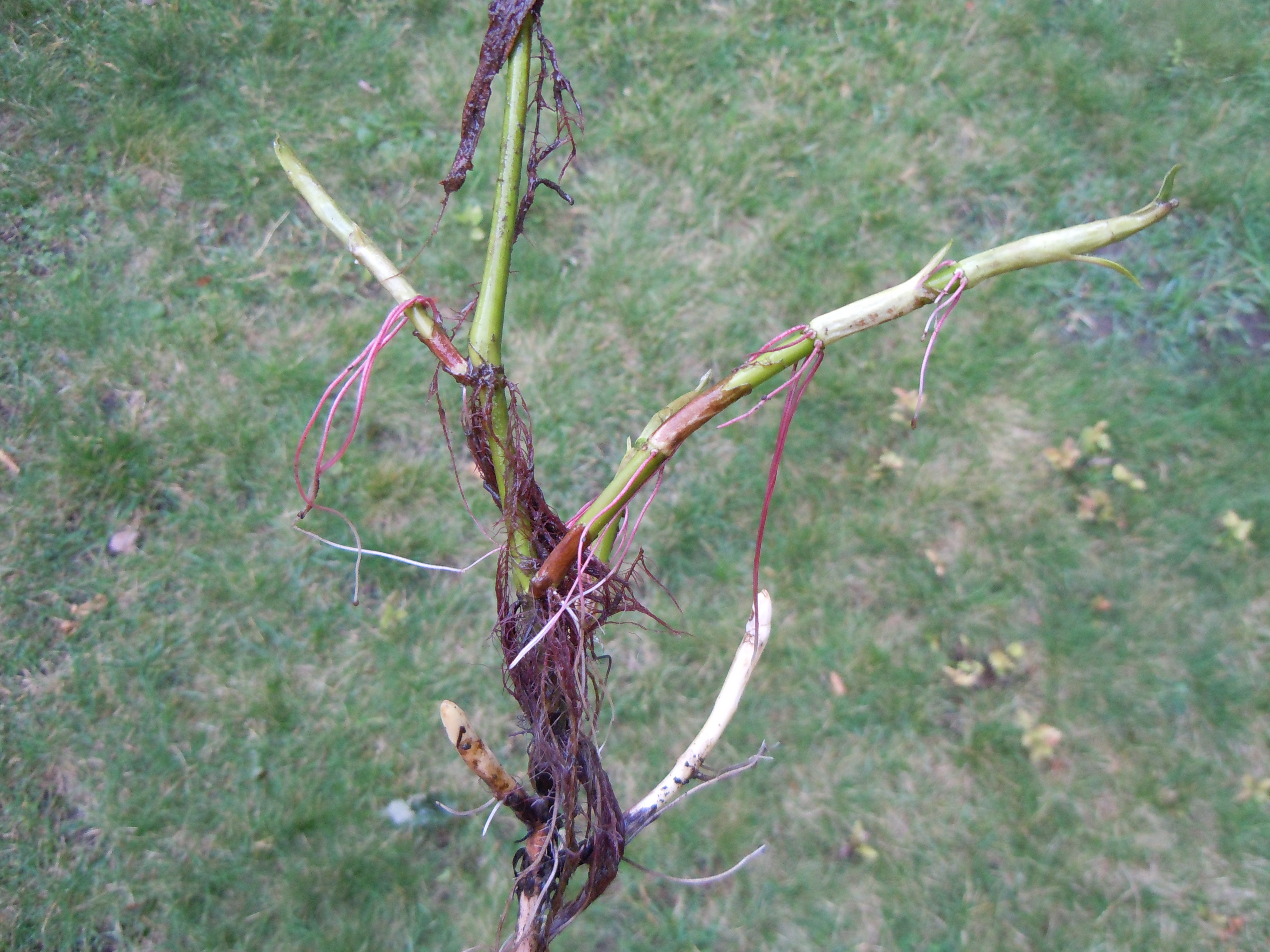
Silnie rozgałęzione kłącze
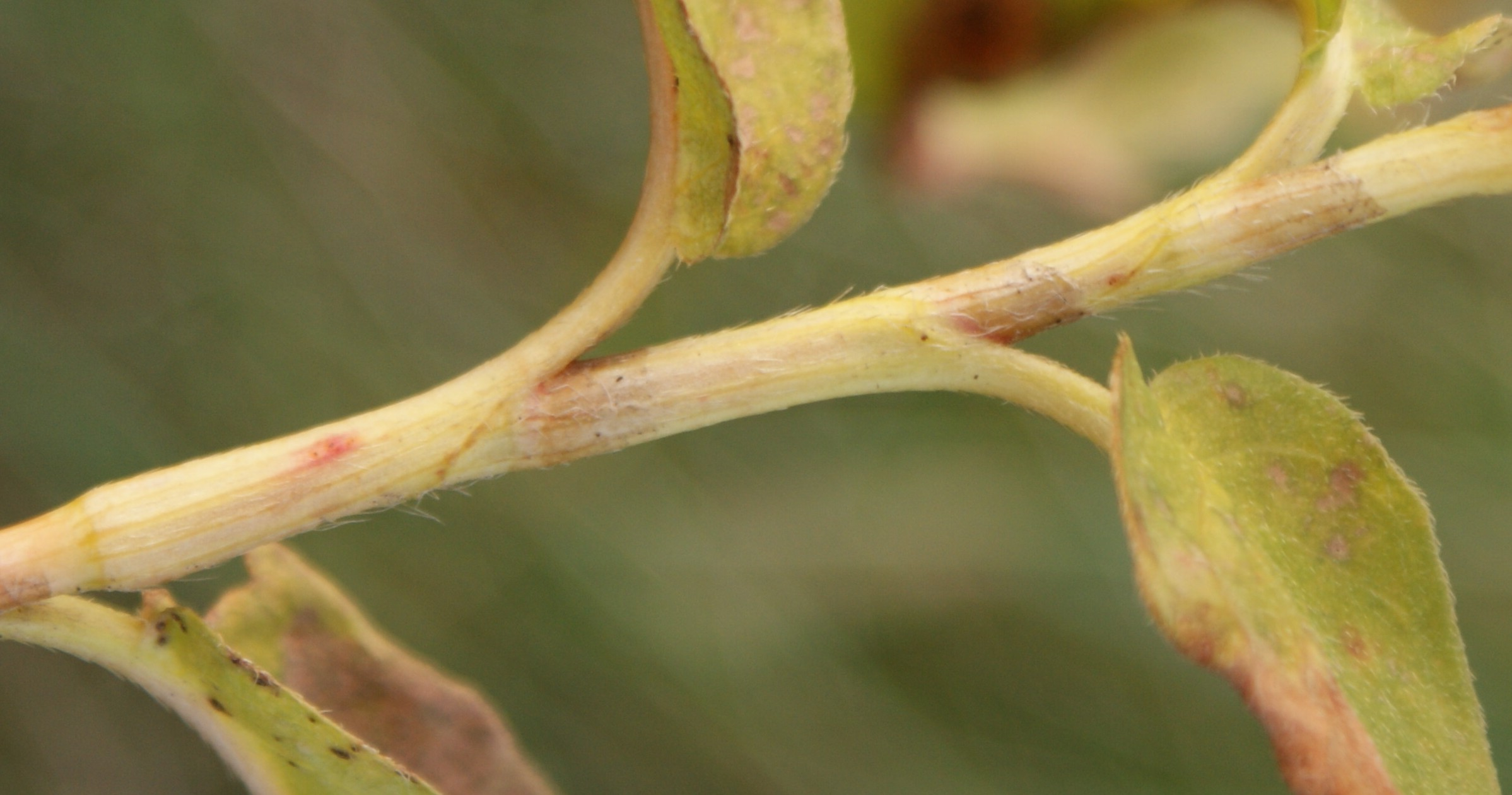
Łodyga formy lądowej
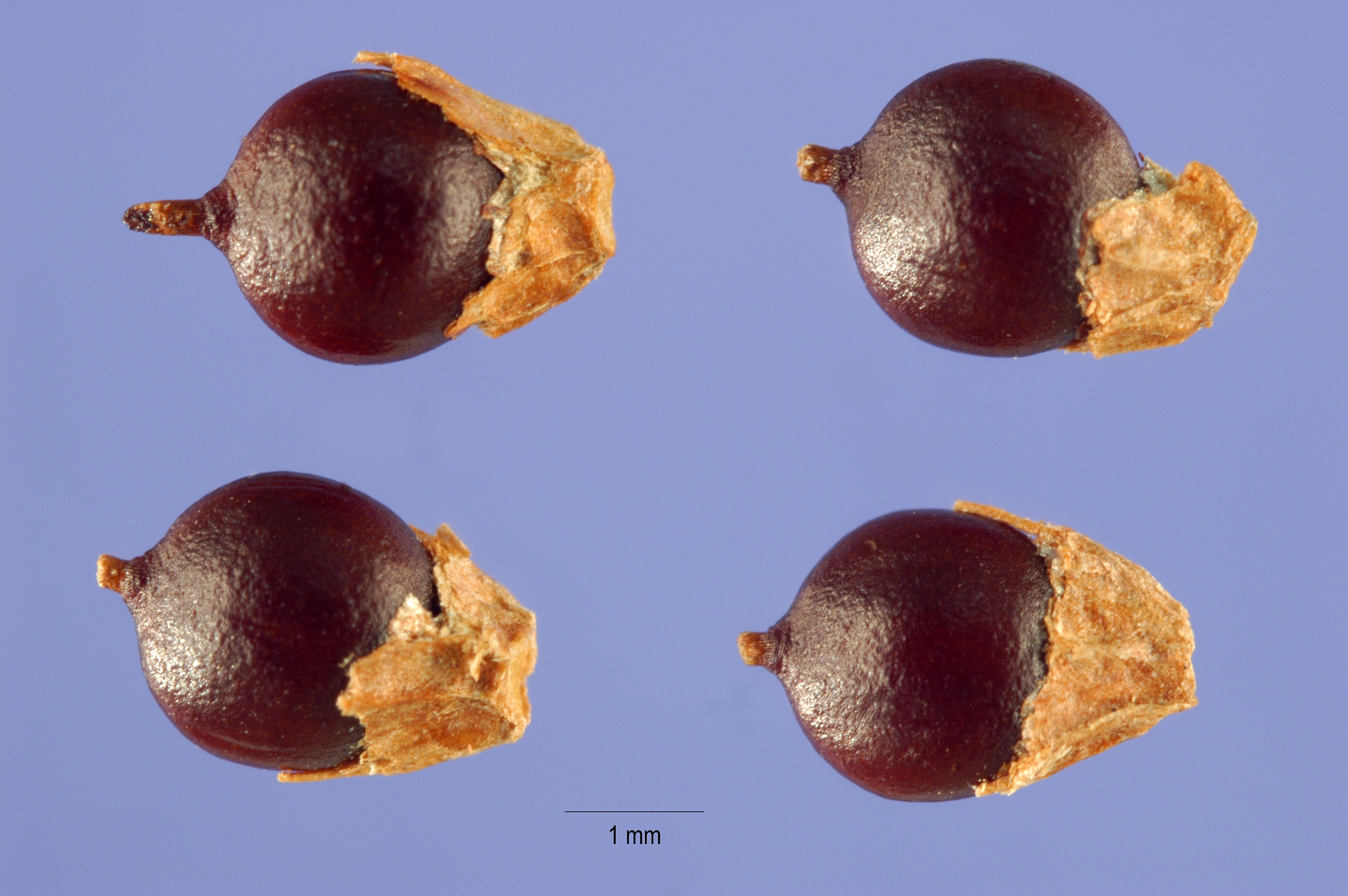
Owoce

## Biologia

### Rozwój
Bylina. Po 2-3 latach wzrostu forma wodna tworzy pędy rozrastające się na powierzchni o średnicy ok. 60 cm. Rośliny lądowe tworzą w ciągu roku 1,5 do 2 m nowych rozłogów, przy czym starsze stopniowo zamierają. W optymalnych warunkach kłącza osiągają przyrosty przekraczające 5 cm dziennie. Ukorzenione pędy w ciągu jednego sezonu w warunkach lądowych zarosnąć mogą powierzchnię przekraczającą 2 m². Prawdopodobnie niektóre stanowiska tego gatunku rozciągające się na przestrzeni kilku kilometrów lub wielu hektarów stanowią w istocie pojedyncze, silnie rozrośnięte klony.
Rdest ziemnowodny może zakwitnąć w czwartym roku po wysianiu nasion i kwitnie od czerwca do sierpnia wynosząc kwiatostany nad powierzchnię wody. Forma lądowa kwitnie nieco później, zwykle od lipca do września. Na terenach o niekorzystnych warunkach ekologicznych, np. w górach lub na polach uprawnych, rośliny zakwitają rzadko. Kwiaty rdestu ziemnowodnego są owadopylne – zapylenia dokonują wabione nektarem, zapachem i barwnym okwiatem błonkoskrzydłe, muchówki i motyle. Według części autorów kwiaty są niezdolne do samozapylenia, według innych dochodzi do niego rzadko. Kwiaty otwierają się w ciągu dnia i zamykają o zachodzie słońca. Rozwijają się kolejno od dolnej części kwiatostanu ku górze, tak że cały kwiatostan kontynuuje kwitnienie przez okres do 8, rzadko nawet do 10 tygodni. Kwiaty niezapylone odpadają po 1-2 tygodniach. Nasiona dojrzewają w ciągu 3 tygodni od zapłodnienia. Rośliny tego gatunku owocują jednak słabo. Obserwowano kolonie nie zawiązujące nasion przez wiele lat, rozrastające się wyłącznie wegetatywnie poprzez kłącza. W takich przypadkach lokalne populacje stanowić mogą w istocie rozległy klon.
Owoce trudno nasiąkające długo utrzymują się na powierzchni wody, która je roznosi i rozsiewa (hydrochoria). W rozsiewaniu owoców udział mają też zwierzęta (zoochoria). Kiełkowanie następuje wiosną i jest epigeiczne. W przypadku rozwoju pędów nadziemnych z kłączy pojawiają się one na powierzchni gruntu ok. marca i kwietnia (w zależności od szerokości geograficznej i warunków siedliskowych), a na powierzchni wody od kwietnia do maja. Intensywny wzrost trwa do lipca i sierpnia na lądzie oraz sierpnia i września w wodzie.
Nowa kolonia powstać może także dzięki niewielkim fragmentom kłączy (odcinki o długości 2 cm z węzłem), rozprzestrzenianym za pomocą ruchu wody, działalności człowieka lub zwierząt.

### Genetyka
Chromosomy rdestu ziemnowodnego są małe i trudne do policzenia. Różne źródła podają różne ich liczby: 2n=64, 60, 66, 88, 96, 100 ± 2, 132. Większe wartości wskazują na to, że gatunek może mieć pochodzenie alloploidalne – mógł powstać jako potomek tetraploidalnego przodka. Ilość DNA jądrowego (2C) wynosi 2,0 pg.

## Ekologia

### Siedlisko
W zależności od warunków ekologicznych rośnie jako roślina ziemnowodna – amfifit (hemikryptofit) lub zakorzeniona w dnie roślina wodna – nymfeid (hydrofit). Występuje na bardzo zróżnicowanych siedliskach. Wymaga tylko stanowisk nasłonecznionych lub położonych w półcieniu. Forma pływająca rośnie w wodach słodkich i słonawych, stojących i wolno płynących. Najintensywniej rozrasta się w zbiornikach o głębokości 30–45 cm, ale zazwyczaj występuje na głębokościach od 0,3 do 2 m. Preferuje wody stojące i spokojne – nie narażone na silne falowanie. Dobrze też znosi zmętnienie oraz spiętrzenie wód. Przy podniesieniu poziomu wody potrafi wydłużyć pędy co najmniej do 5 m. Preferuje zbiorniki eutroficzne i mezotroficzne z podłożem piaszczystym i mulisto-piaszczystym. Lokalnie odgrywa istotną rolę w zarastaniu jezior.
Forma ziemna rośnie w szuwarach, na wilgotnych łąkach (gdzie bywa dominantem w lokalnych obniżeniach zalewanych w okresie zimowym) i polach jako chwast, na siedliskach ruderalnych. Rośnie na różnych glebach nizinnych: bagiennych i aluwialnych, torfiastych, piaszczystych i gliniastych. Odczyn gleby na stanowiskach waha się od 3 do 8 pH. Podczas długotrwałej suszy rośliny tworzą niekwitnące formy kseromorficzne (mają one wolny wzrost, pędy leżące, krótkie międzywęźla, liście wąskie i pofalowane). Gatunek utrzymuje się na stanowiskach przy mrozach do -20 °C, jednak pędy nadziemne giną podczas przymrozków.
Rdest ziemnowodny należy do makrofitów najbardziej odpornych na zanieczyszczenia wód, zarówno powodowane eutrofizacją jak i skażeniem metalami ciężkimi, w tym ołowiem i rtęcią. W jeziorach środkowej i zachodniej Europy występuje w wodach o różnym stanie ekologicznym, ale jest jednym z gatunków najczęściej spotykanych w wodach o słabszym stanie.

### Oddziaływania międzygatunkowe

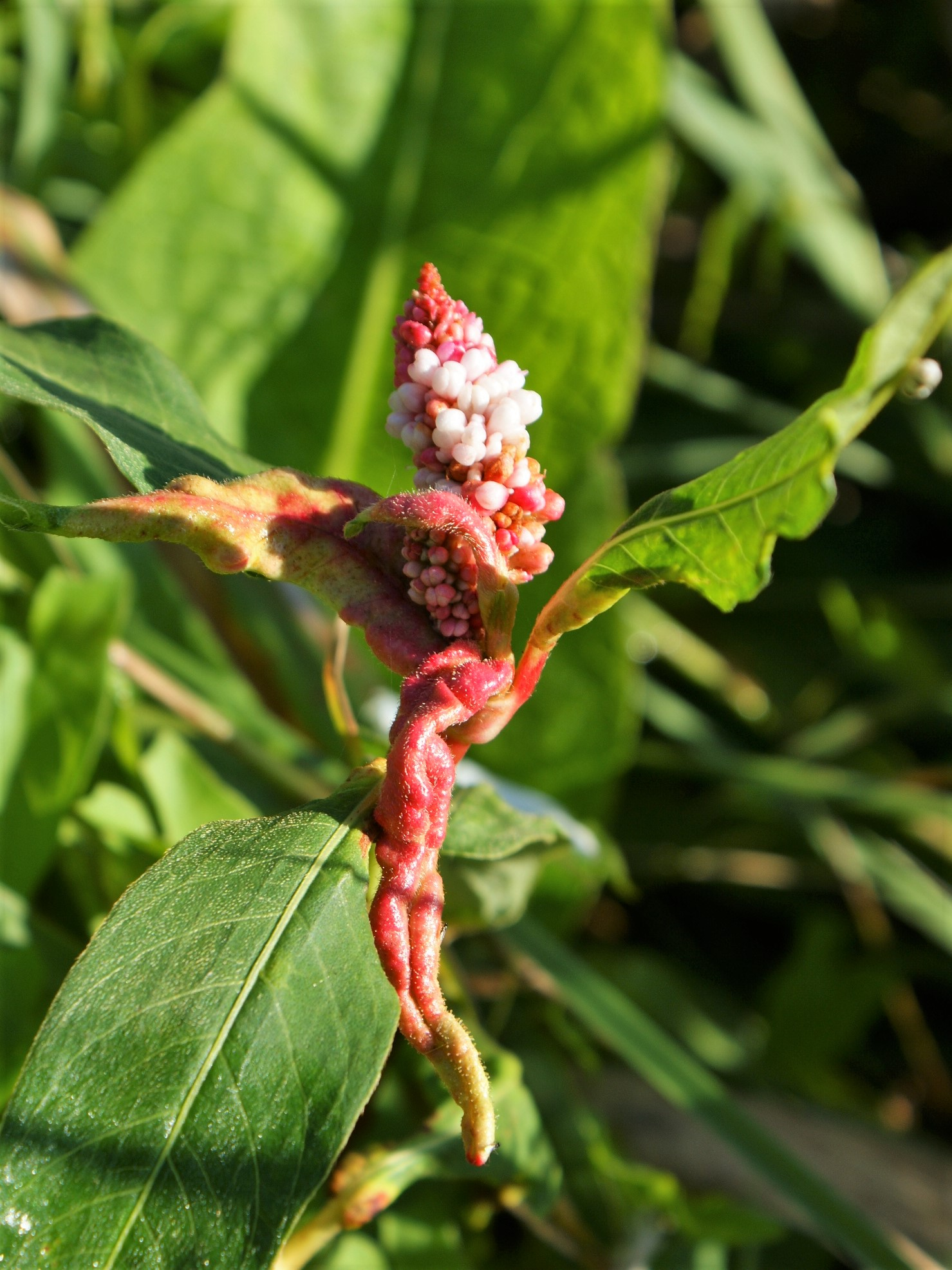
Liście z galasami Wachtiella persicariae

Jest rośliną pokarmową wielu gatunków zwierząt. Bydło domowe zjada liście formy pływającej, konie i owce żywią się roślinami formy lądowej. Rdest ziemnowodny zjadają, choć niezbyt chętnie nutrie i amury, poza tym leszcze i karpie. Żerują na tym gatunku ślimaki: zatoczek rogowy (Planorbarius corneus), błotniarka stawowa (Lymnaea stagnalis), błotniarka uszata (Radix auricularia) i jajowata (Radix balthica); chrząszcze: szarynka grzybieniówka (Galerucella nymphaeae), ziołomirek szczawiowiec (Phytonomus rumicis), różne gatunki z rodzaju Rhinoncus; muchówki: Cricotopus trifasciatus, Pegomyia hyosciami, Pegomyia nigritarsis. Żywią się tym gatunkiem także liczne kaczkowate z rodzaju Anas oraz Aythya (choć niezbyt chętnie) oraz bóbr europejski (Castor fiber), piżmak (Ondatra zibethicus), karczownik ziemnowodny (Arvicola amphibius), desman ukraiński (Desmana moschata). Pyłek i nektar powstający w kwiatach długo kwitnących rdestów stanowi istotne źródło pokarmu dla wielu owadów, na siedliskach mokradłowych okresowo będąc jedynym źródłem takiego pożywienia. Poza tym unoszące się na wodzie liście i sterczące kwiatostany są siedliskiem bytowania wielu bezkręgowców (w środkowej Anglii naliczono 50 gatunków samych owadów związanych w różny sposób z tym gatunkiem).
Na martwych pędach stwierdzono kilka gatunków saprotroficznych mikrogrzybów. Na żywych roślinach występuje specyficzna dla tego gatunku rdza Puccinia polygoni-amphibii Pers. oraz rozwijające się na różnych rdestach Ustilago bistortarum (DC.) Körn. i Erysiphe polygoni DC.

### Fitosocjologia

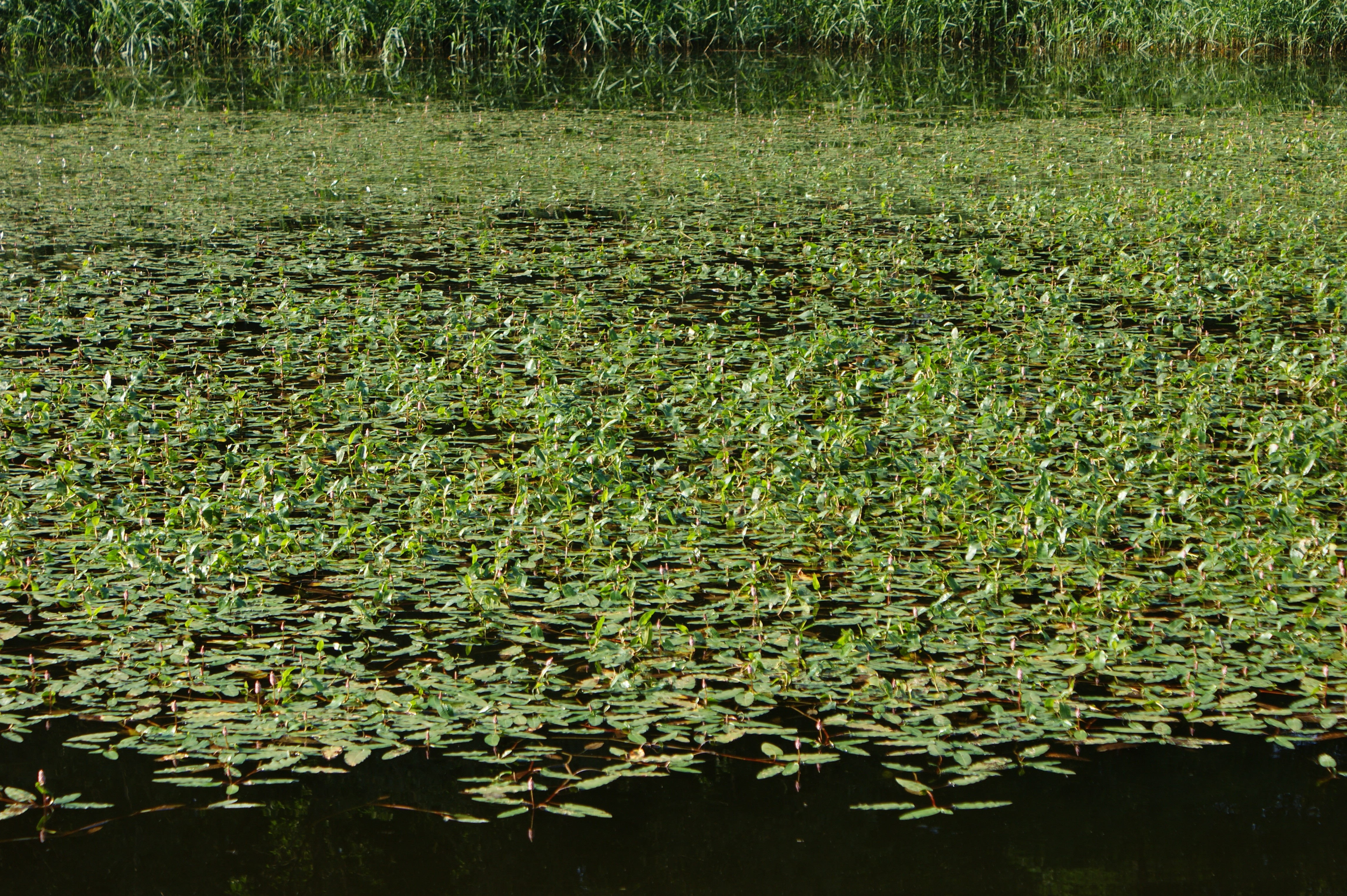
Staw ze zbiorowiskiem rdestu ziemnowodnego

Forma wodna jest taksonem charakterystycznym dla zespołu Polygonetum natantis. Często tworzy niemal jednogatunkowe skupienia, ale też wchodzi w skład różnych innych zbiorowisk roślinności wodnej, zwłaszcza z klasy Potametea. Własne zbiorowiska tworzy zwykle w małych zbiornikach – w stawach, starorzeczach i w zbiornikach astatycznych. W zależności od stopnia wilgotności różne formy morfologiczne tego gatunku rosną w zbiorowiskach z klas: Phragmitetea, Bidentetea tripartiti, Artemisietea vulgaris oraz jako chwasty w zbiorowiskach z rzędu Polygono-Chenopodietalia.

## Systematyka i zmienność

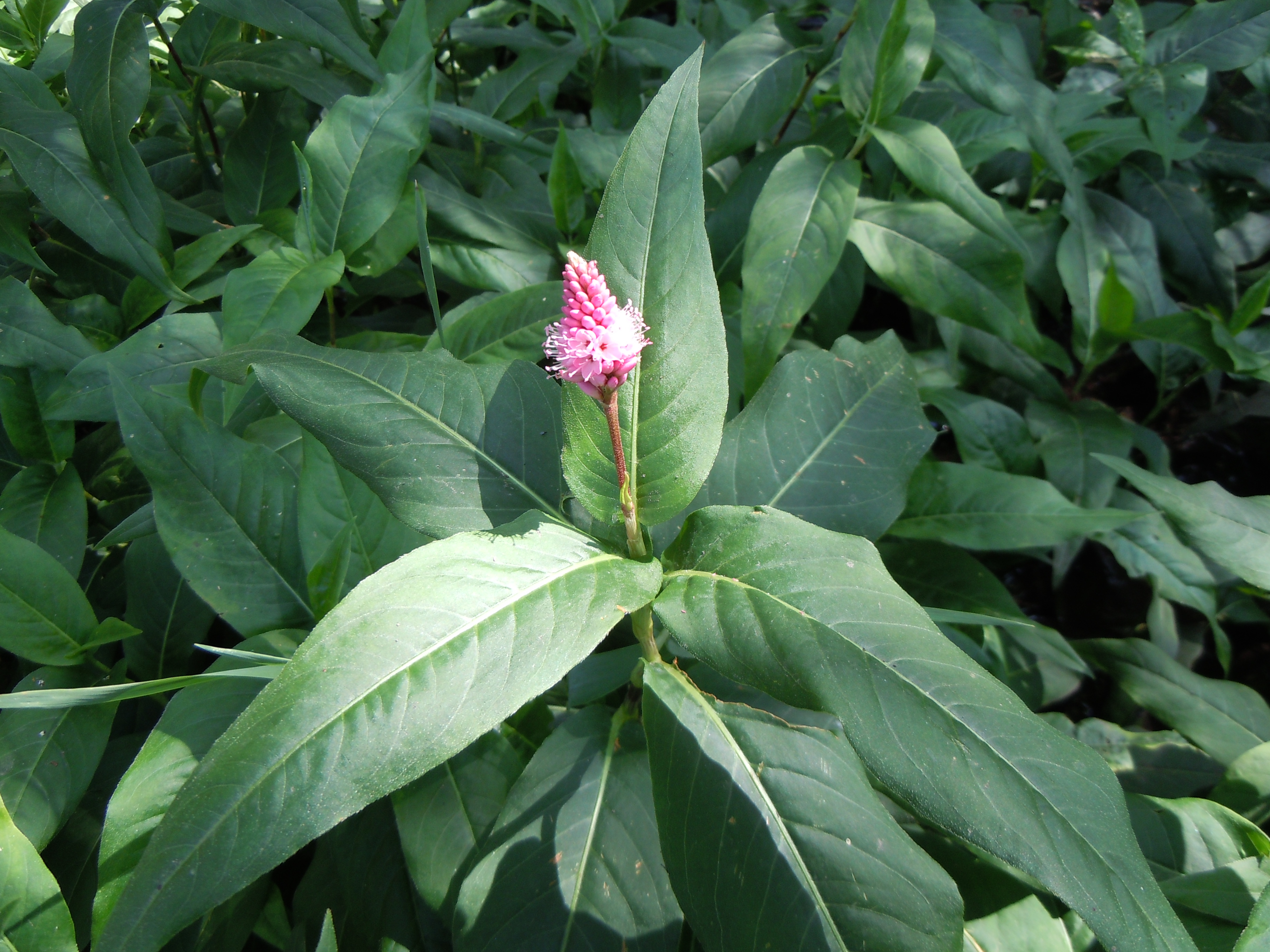
Forma lądowa północnoamerykańskiej odmiany stipulacea

Według nowszych ujęć taksonomicznych zmierzających do wyodrębniania taksonów monofiletycznych, gatunek zaliczany jest do rodzaju Persicaria jako Persicaria amphibia (L.) DelarbreFl. Auvergne ed. 2:519. 1800 (S. F. Gray, Nat. arr. Brit. pl. 2:268. 1821). Tradycyjnie w wielu źródłach z XX wieku gatunek włączany jest do szeroko ujmowanego rodzaju rdest jako Polygonum amphibium, jednak w takim ujęciu rodzaj staje się taksonem parafiletycznym. W obrębie rodzaju Persicaria gatunek ten stanowi najprawdopodobniej takson siostrzany dla pozostałych gatunków z sekcji Eupersicaria. Ze względu na izolację taksonomiczną, rdest ziemnowodny nie tworzy mieszańców z innymi przedstawicielami rodzaju Persicaria. Wyjątkowo tylko w pierwszej połowie XX wieku z Krymu opisano mieszańca z rdestem wężownikiem.
Ze względu na morfologiczną zmienność roślin w przeszłości wyróżniano liczne taksony wewnątrzgatunkowe, jednak okazało się, że zmienność fenotypowa nie jest potwierdzona zróżnicowaniem genetycznym i współcześnie nie są one wyróżniane. Zmienność i szerokie spektrum ekologiczne jest przyczyną opisywania pozbawionych wartości systematycznej licznych ekomorfoz kształtujących się w zależności od wilgotności podłoża. Formy pływające wyróżnia się niekiedy jako fo. natans, a formy lądowe jako fo. terrestre, ale między nimi istnieje cała gama form przejściowych. Również na tej samej roślinie przy wahaniach poziomu wody w zbiorniku zdarzają się różne formy liści, a z tego samego kłącza wyrastać mogą łodygi nagie lub owłosione.
W randze odmian geograficznych wyróżnia się:
- P. amphibium var. amphibium – odmiana typowa, występuje w Eurazji, też zawleczona do Ameryki Północnej.
- P. amphibium var. amurense Korsh. – rośliny o kwiatach białych i liściach z sercowatą nasadą. Występują w północno-zachodnich Chinach i na wschodnich krańcach Rosji.
- P. amphibium var. stipulacea (N. Coleman) H. Hara – odmiana północnoamerykańska. Cechą wyróżniającą jest lejkowato rozszerzająca się gatka u formy lądowej (u innych odmian przylega na całej długości do łodygi). Kwiatostany są krótkie (od 1 do 4 cm długości), cylindryczne do owalnych. Liście mają wierzchołek zaokrąglony lub ostry.
- P. amphibium var. emersum Michaux – odmiana północnoamerykańska. Kwiatostany długie (od 4 do 11 cm, czasem nawet do 15 cm). Liście mają wierzchołek zaostrzony.

## Nazewnictwo
Rodzajowa nazwa naukowa pochodzi od łacińskiej nazwy gatunkowej brzoskwini (Prunus persica) z powodu podobieństwa liści. Stosowana była już w początkach XVIII wieku – John Ray w 1724 opisywał ten gatunek jako Persicaria salicis folio perennis. Problemy taksonomiczne w obrębie rodziny rdestowatych i zmienność morfologiczna gatunku spowodowały, że istnieje dla niego ponad 100 nazw synonimicznych. Karol Linneusz opisał ten gatunek jako Polygonum amphibium L. Autorem nazwy uznawanej w bazach taksonomicznych za poprawną jest Antoine Delarbre (1724-1813).
W języku polskim nazwą zwyczajową tego gatunku był do końca XIX wieku „rdest wodny” i „pieprz wodny”. W publikacjach z XX wieku stosowana jest już nazwa „rdest ziemnowodny”. Przetasowania taksonomiczne w obrębie rodzaju rdest (Polygonum) i wyodrębnienie z niego odrębnych rodzajów, w tym Persicaria, nie spowodowało jeszcze zmian w nazewnictwie zwyczajowym, choć pojawiła się propozycja polskiej nazwy rodzajowej – „persikaria”.

## Zastosowanie
Roślina ozdobnaRdest ziemnowodny jest uprawiany jako roślina ozdobna nadająca się na obsadzania oczek wodnych oraz ich brzegów. Ze względu na ekspansywność formy lądowej roślina zalecana jest do utrzymywania w uprawie w postaci wodnej (zakorzenionej w dnie).
Roślina leczniczaGatunkowi temu Krzysztof Kluk przypisywał podobne właściwości lecznicze jak rdestowi wężownikowi (działanie ściągające, przeciwbiegunkowe i przeciwkrwotoczne). W Ameryce Północnej rdzenni mieszkańcy z plemienia Lisów, Odżibwejów i Potawatomi używali całych roślin lub tylko korzenia (Potawatomi) do leczenia różnych chorób i dolegliwości (m.in. przy przeziębieniach, owrzodzeniu jamy gębowej, bólach brzucha). W Chinach sok wyciśnięty z kłączy i łodyg stosowano jako środek przeciwbólowy i przeciwreumatyczny. Potencjał farmakologiczny tego gatunku pozostaje jednak nieznany.
Roślina jadalna i paszowaRdzenni mieszkańcy północnej Ameryki z plemion Lakota i Siuks spożywali rośliny tego gatunku. Jadalne są surowe i gotowane młode pędy, mające łagodny smak, starsze rośliny mają smak cierpki i kwaśny. Ziele tego gatunku nie powoduje podrażnień skóry i przewodu pokarmowego, zdarzających się w przypadku niektórych innych przedstawicieli rodzaju Persicaria. Formy pływające jako makrofity rosnące na płytkich wodach należą do roślin o wysokiej produktywności i szybkości wzrostu. Ze względu na najwyższy udział składników odżywczych w biomasie tuż przed kwitnieniem – właśnie wówczas zaleca się zbierać rośliny z przeznaczeniem na paszę dla zwierząt.
Inne zastosowaniaKwiaty tego gatunku używane były jako przynęta na pstrągi przez Indian w południowej części Kolumbii Brytyjskiej.

## Uprawa
Rośliny rozmnaża się przez podział kłączy w okresie wiosennym lub poprzez wysiew nasion do wilgotnej gleby od razu po zbiorze. Szkody w uprawach powodować mogą mszyce i choroby grzybowe. W przypadku pojawienia się grzybowej plamistości liści – porażone liście należy niezwłocznie usuwać.

## Zwalczanie

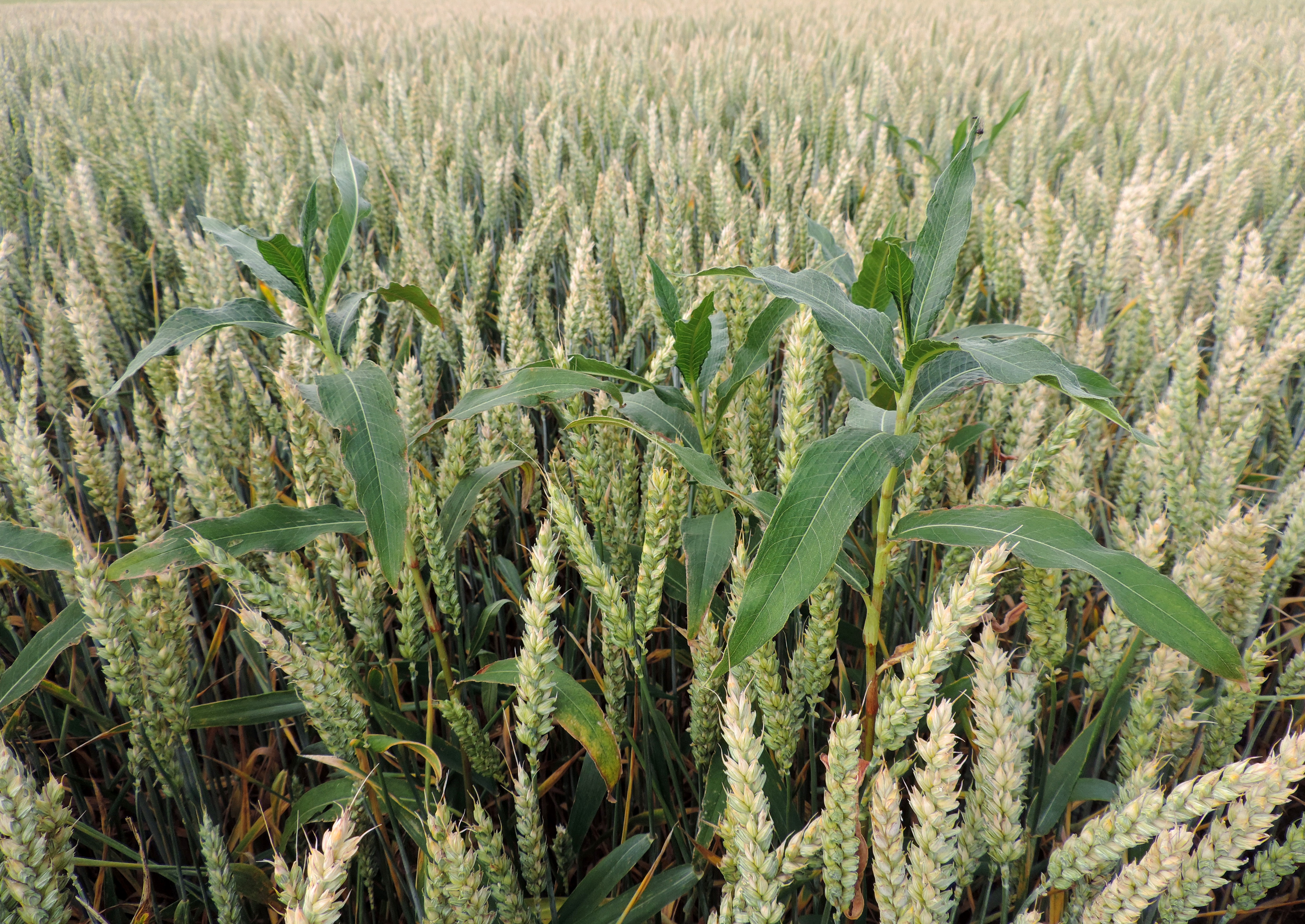
Rdest ziemnowodny jako chwast w zbożu

Forma lądowa rdestu ziemnowodnego zaliczana jest do szkodliwych chwastów segetalnych, zwłaszcza dla młodych zasiewów na terenach łąkowych. Jest pospolitym chwastem na glebach podmokłych (w uprawach polowych jest wskaźnikiem nadmiernej wilgotności gleby), zwłaszcza na madach oraz na czarnych ziemiach. Szkodliwość tego gatunku w uprawach wiąże się z utrudnieniem pielęgnowania roślin oraz dużą konkurencją o wodę i zasoby pokarmowe gleby. Zwalczanie utrudnia odrastanie roślin z głęboko rosnących kłączy, których nie niszczy zwykła orka. Poza rozrastaniem się z kłączy gatunek rozsiewany jest na polach przez ptaki przenoszące nasiona wydawane przez rośliny rosnące w zbiornikach. Dla pozbycia się tego gatunku z upraw zaleca się zmniejszenie wilgotności gleb poprzez drenaż, staranną uprawę pożniwną, wprowadzenie wieloletnich roślin pastewnych. Spośród pestycydów skutecznym w zwalczaniu rdestu okazał się krzewotoks (ester butylowy kwasu 2, 4, 5-trichlorofenoksyoctowego) stosowany punktowo najpierw przed siewem roślin uprawnych i później po zbiorach.